# ČSD-Baureihe M 130.3
Die Fahrzeuge der ČSD-Baureihe M 130.3 waren zweiachsige Dieseltriebwagen für den Regionalverkehr der einstigen Tschechoslowakischen Staatsbahn (ČSD). Die Fahrzeuge entsprachen konzeptionell der ČSD-Baureihe M 130.2, sie erhielten anstelle des Ottomotors einen Dieselmotor.

## Geschichte
Bei Tatra in Kopřivnice wurden 1933–1937 in drei Serien insgesamt 30 zweiachsige Triebwagen mit einer Länge von 10.610 mm und einem Motor gefertigt. Die Grundform und das äußere Bild des Triebwagens entspricht den bei Tatra gefertigten Fahrzeugen M 120.3, M 120.4 und M 130.2.

## Technische Merkmale

Prinzipskizze des Wendegetriebes des M 130.3

Der Triebwagen wurde von einem 6-Zylinder-4-Takt-Dieselmotor von Tatra angetrieben. Die Leistung war anfangs 120 PS. Bei nachfolgenden Lieferungen konnte sie auf 125 PS gesteigert werden, was gleichzeitig eine Veränderung äußerer Parameter wie Achsstand, Masse und Sitzplatzanzahl mit sich brachte. Bei dieser Baureihe wurde erstmals für die Änderung der Fahrtrichtung ein Wendegetriebe verwendet.
Die mechanische Leistungsübertragung wurde wie bei den Vorgängermodellen mit einem Planetengetriebe von Tatra realisiert. Die angegebenen technischen Daten betreffen die erste Serie.
Sonstige Einrichtungen des Wagens, wie die Beheizung des Abteiles oder Bremseinrichtungen stimmen mit den Vorgängermodellen überein.

## Einsatz
Die Fahrzeuge bildeten mit den anderen Bauarten der Turmtriebwagen fast die Hälfte der Zahl der motorisierten Triebwagen auf den zahlreichen Lokalbahnen der ČSD. Sie waren ursprünglich bis zur Brüstung dunkelgrau-grün sowie zwischen und über den Fenstern erbsgrün lackiert. Auf Grund eines Gutachtens für die Sicherheit des Schienenverkehrs mit den häufigen Wegübergängen und dem anwachsenden Autoverkehr wurde dieser Anstrich später in Dunkelrot geändert. Fahrzeuge, die nach 1938 von der Reichsbahn übernommen wurden, erhielten deren einheitlichen Triebwagenanstrich.
Die Fahrzeuge bewährten sich und versahen den Dienst auf Lokalbahnen bis Mitte der 1950er Jahre, als sie von den neuen Triebwagen der Reihe M 131.1 abgelöst wurden. Eine Besonderheit stellt der M 130.323 dar. Mit mehreren Triebwagen der Reihe M 130.2 wurde er 1938 an die MÁV übergeben und tat dort Dienst bei den Budapesti Helyi Érdekü Vasutak, BHÉV. Die Fotografie entstand bei der Übergabe des Fahrzeuges um 1938. Die Tafel an der Einstiegstür bestätigt dies. 1951 wurde das Fahrzeug ausgemustert und 1954 als Beiwagen (mit Turm) umgebaut. Mehrere Jahre diente das Fahrzeug so. 2007 zeigt eine Fotografie den Triebwagen im desolaten Zustand in Budapest abgestellt.
Ein Fahrzeug der Reihe M 130.3 ist nicht museal erhalten geblieben.